# San Lorenzo, Juan Rodríguez Clara
San Lorenzo är en ort i Mexiko.   Den ligger i kommunen Juan Rodríguez Clara och delstaten Veracruz, i den sydöstra delen av landet, 400 km öster om huvudstaden Mexico City. San Lorenzo ligger 123 meter över havet och antalet invånare är 199.
Terrängen runt San Lorenzo är platt. Runt San Lorenzo är det ganska glesbefolkat, med 27 invånare per kvadratkilometer. Närmaste större samhälle är Juan Rodríguez Clara, 7,3 km nordost om San Lorenzo. Trakten runt San Lorenzo består till största delen av jordbruksmark.